# Río Cuieiras
El río Cuieiras (en portugués: Rio Cuieiras) es un río del municipio de Maués, estado de Amazonas, Brasil.

## Ubicación
El río Cuieiras es un afluente del río Negro, al que ingresa por la izquierda (este) aguas arriba de Manaus en la región del archipiélago de Anavilhanas. Define el límite norte de la Sección Sur del Parque Estatal Río Negro. La orilla norte del río se encuentra en el Área de Protección Ambiental Margen Izquierda del Río Negro, un área de conservación de uso sustentable 611.008 hectáreas creada en 1995. El bosque alrededor del río es el hogar del tití blanco en peligro de extinción.

## Pobladores
La lengua aroaqui, hoy extinta, pudo haberse hablado en las orillas del río Cuieiras.
Durante la segunda mitad del siglo XX, familias indígenas del medio río Solimões y del alto río Negro se asentaron en zonas a orillas del río Cuieiras y fundaron siete comunidades. Las comunidades son étnicamente diversas, incluidos los pueblos cocama, baniwa, tucano, ticuna, mura, baré, sateré-mawé y carapana. Hay conflictos con familias no indígenas. El río se ha utilizado para la extracción de arena, que los vecinos consideran una fuente de contaminación.
En 1996, las comunidades indígenas iniciaron una lucha por la regularización de la propiedad, sin recibir un respaldo significativo por parte de la Fundação Nacional do Índio (FUNAI).
En enero de 2014, se ordenó a la FUNAI que creara un grupo técnico para identificar y demarcar la tierra y presentar un informe final en un plazo de seis meses. Un problema es que los residentes se encuentran en el parque estatal, ya que su presencia no se consideró cuando se estableció el parque en la década de 1980.